# Aphis neomonardae
Aphis neomonardae är en insektsart som beskrevs av Rojanavongse och Robinson 1977. Aphis neomonardae ingår i släktet Aphis och familjen långrörsbladlöss. Inga underarter finns listade i Catalogue of Life.